# Davenport (Florida)
Davenport ist eine Stadt im Polk County im US-Bundesstaat Florida.  Das U.S. Census Bureau hat bei der Volkszählung 2020 eine Einwohnerzahl von 2.341 ermittelt.

## Geographie
Davenport liegt rund 40 km nordöstlich von Bartow sowie etwa 40 km südwestlich von Orlando.

## Geschichte
Davenport erhielt durch die South Florida Railroad im Jahr 1884 erstmals Anschluss an das Eisenbahnnetz.

## Demographische Daten
Laut der Volkszählung 2010 verteilten sich die damaligen 2888 Einwohner auf 1386 Haushalte. Die Bevölkerungsdichte lag bei 722 Einw./km². 73,0 % der Bevölkerung bezeichneten sich als Weiße, 10,8 % als Afroamerikaner, 0,5 % als Indianer und 1,0 % als Asian Americans. 11,8 % gaben die Angehörigkeit zu einer anderen Ethnie und 2,8 % zu mehreren Ethnien an. 28,8 % der Bevölkerung bestand aus Hispanics oder Latinos.
Im Jahr 2010 lebten in 32,1 % aller Haushalte Kinder unter 18 Jahren sowie 40,0 % aller Haushalte Personen mit mindestens 65 Jahren. 72,1 % der Haushalte waren Familienhaushalte (bestehend aus verheirateten Paaren mit oder ohne Nachkommen bzw. einem Elternteil mit Nachkomme). Die durchschnittliche Größe eines Haushalts lag bei 2,69 Personen und die durchschnittliche Familiengröße bei 3,11 Personen.
24,9 % der Bevölkerung waren jünger als 20 Jahre, 22,7 % waren 20 bis 39 Jahre alt, 23,5 % waren 40 bis 59 Jahre alt und 29,0 % waren mindestens 60 Jahre alt. Das mittlere Alter betrug 42 Jahre. 47,2 % der Bevölkerung waren männlich und 52,8 % weiblich.
Das durchschnittliche Jahreseinkommen lag bei 35.977 $, dabei lebten 19,6 % der Bevölkerung unter der Armutsgrenze.
Im Jahr 2000 war englisch die Muttersprache von 92,40 % der Bevölkerung und spanisch sprachen 7,60 %.

## Sehenswürdigkeiten
Am 15. August 1997 wurde der Davenport Historic District in das National Register of Historic Places eingetragen.

## Verkehr
Davenport wird auf einer gemeinsamen Trasse von den U.S. Highways 17 und 92 (SR 600) durchquert. Der nächste Flughafen ist der Orlando International Airport (rund 60 km nordöstlich).